# Veronika Andrýsková
Veronika Andrýsková (* 24. Mai 1997 in Uherské Hradiště) ist eine tschechische Handballspielerin.

## Karriere

### Im Verein
Andrýsková spielte in der Jugend für den DHK Uherské Hradiště. 2012 wechselte sie zu HC Zlín und 2018 zu DHC Sokol Poruba. Ab 2020 stand sie im Kader von DHK Baník Most. Mit DHK Baník Most konnte sie zwei Mal die tschechische Meisterschaft sowie drei Mal den tschechischen Pokal gewinnen. Zudem spielte sie in der EHF Champions League 2022/23 und erzielte hier 40 Tore in 14 Spielen. Ab der Saison 2023/24 lief sie für den deutschen Bundesligisten Sport-Union Neckarsulm auf. Im Sommer 2025 verließ sie den Verein und kehrte nach Tschechien zu DHK Banik Most zurück.

### In Auswahlmannschaften
Ihr Debüt für die tschechische Nationalmannschaft gab sie im März 2017 gegen Österreich. Anfang Dezember 2021 stand sie im Kader für die Weltmeisterschaft 2021, wo sie mit Tschechien den 19. Platz belegte. Im Turnier erzielte sie ein Tor in 6 Spielen.